# Aleksandr Zabelin
Aleksandr Zabelin (n. 6 decembrie 1931, Kaliningrad, Rusia) este un trăgător de tir ce a reprezentat Uniunea Republicilor Sovietice Socialiste, medaliat olimpic. A participat la două ediții ale Jocurilor Olimpice (1960, 1964) în care a câștigat o medalie de bronz.